# Куп Југославије у фудбалу 1957/58.
Куп Југославије у фудбалу 1957/58. је једанаесто издање фудбалског куп такмичења Југославије, у којем је учествовало укупно 1594 клубова. У завршницу се пласирало 16 клубова (и то 7 из НР Србије, 4 из НР Хрватске и 2 из НР Босне и Херцеговине, по један клуб из НР Црне Горе, НР Македоније и НР Словеније). 
Финална утакмица је одиграна 29. новембра 1958. у Београду на Стадиону ЈНА.

## Учесници
| НР Србија | НР Хрватска                             | НР Босна и Херцеговина           | НР Црна Гора       | НР Словенија | НР Македонија |
| --- | --------------------------------------- | -------------------------------- | ------------------ | ------------ | ------------- |
| Црвена звезда ОФК Београд Будућност Смедерево Партизан Београд Раднички Сомбор Раднички Београд Војводина Нови Сад | Динамо Загреб Сплит Загреб Хајдук Сплит | Вележ Мостар Жељезничар Сарајево | Будућност Титоград | Марибор      | Победа Прилеп |

## Осмина финала
| бр. меча | 1. тим                | Резултат       | 2. тим              |
| -------- | --------------------- | -------------- | ------------------- |
| 1.       | Црвена звезда Београд | 3:1            | Будућност Титоград  |
| 2.       | Динамо Загреб         | 2:1            | ОФК Београд         |
| 3.       | Сплит                 | 4:1            | Марибор             |
| 4.       | Загреб                | 4:1            | Будућност Смедерево |
| 5        | Партизан Београд      | 11:0           | Победа Прилеп       |
| 6.       | Раднички Сомбор       | 2:2 (5:6 пен.) | Хајдук Сплит        |
| 7.       | Вележ Мостар          | 4:3            | Раднички Београд    |
| 8.       | Жељезничар Сарајево   | 1:2            | Војводина Нови Сад  |

## Четвртфинале
| бр. меча | 1. тим                | Резултат       | 2. тим             |
| -------- | --------------------- | -------------- | ------------------ |
| 1.       | Црвена звезда Београд | 1:1 (3:2 пен.) | Динамо Загреб      |
| 2.       | Хајдук Сплит          | 4:2            | Војводина Нови Сад |
| 3.       | Сплит                 | 1:3            | Вележ Мостар       |
| 4.       | Загреб                | 1:3            | Партизан Београд   |

## Полуфинале
| бр. меча | 1. тим           | Резултат | 2. тим                |
| -------- | ---------------- | -------- | --------------------- |
| 1.       | Партизан Београд | 2:3      | Црвена звезда Београд |
| 2.       | Вележ Мостар     | 3:0      | Хајдук Сплит          |

## Финале
| Утак. | Датум              | Клуб, Место            | Резултат | Клуб, Место   |
| ----- | ------------------ | ---------------------- | -------- | ------------- |
| 1.    | 29. новембар 1958. | Црвена звезда, Београд | 4:0      | Вележ, Мостар |

| Освајач Купа Југославије у фудбалу 1957/58. |
| ------------------------------------------- |
| Црвена звезда Београд 4. титула.            |

| Домаћи клуб                        | Резултат | Гостујући клуб |
| ---------------------------------- | --- | --- |
| Црвена звезда                      | 4 : 0 (0:0) | Вележ |
| Датум                              | 26. мај, 1957. | 26. мај, 1957. |
| Стадион                            | Стадион ЈНА, Београд | Стадион ЈНА, Београд |
| Гледалаца                          | 30.000 | 30.000 |
| Судија                             | Ерлих, Љубљана | Ерлих, Љубљана |
| Црвена звездан (тренер:Миша Павић) | Владимир Беара, Владимир Дурковић, Миљан Зековић, Ранко Борозан, Бранко Нешовић, Владица Поповић, Никола Стипић, Рајко Митић, Иван Поповић (Антун Рудински), Душан Маравић, Бора Костић | Владимир Беара, Владимир Дурковић, Миљан Зековић, Ранко Борозан, Бранко Нешовић, Владица Поповић, Никола Стипић, Рајко Митић, Иван Поповић (Антун Рудински), Душан Маравић, Бора Костић |
| Вележ (тренер: Ратомир Чабрић)     | Здравко Бркљачић, Менсуд Дилберовић, Мехо Ханџић, Здравко Родин, Никола Бенцо, Круно Радиљевић, Милан Максимовић, Фрањо Џидић, Омер Оручевић, Шефик Алајбеговић, Милорад Лазовић .      | Здравко Бркљачић, Менсуд Дилберовић, Мехо Ханџић, Здравко Родин, Никола Бенцо, Круно Радиљевић, Милан Максимовић, Фрањо Џидић, Омер Оручевић, Шефик Алајбеговић, Милорад Лазовић .      |
| Стрелци                            | 1:0 Костић 61', 2:0 Борозан 68', 3:0 Костић 71', 4:0 Рудински 73'. | 1:0 Костић 61', 2:0 Борозан 68', 3:0 Костић 71', 4:0 Рудински 73'. |